# Xã Butler, Quận Miami, Indiana
Xã Butler (tiếng Anh: Butler Township) là một xã thuộc quận Miami, tiểu bang Indiana, Hoa Kỳ. Năm 2010, dân số của xã này là 866 người.